# George Robson

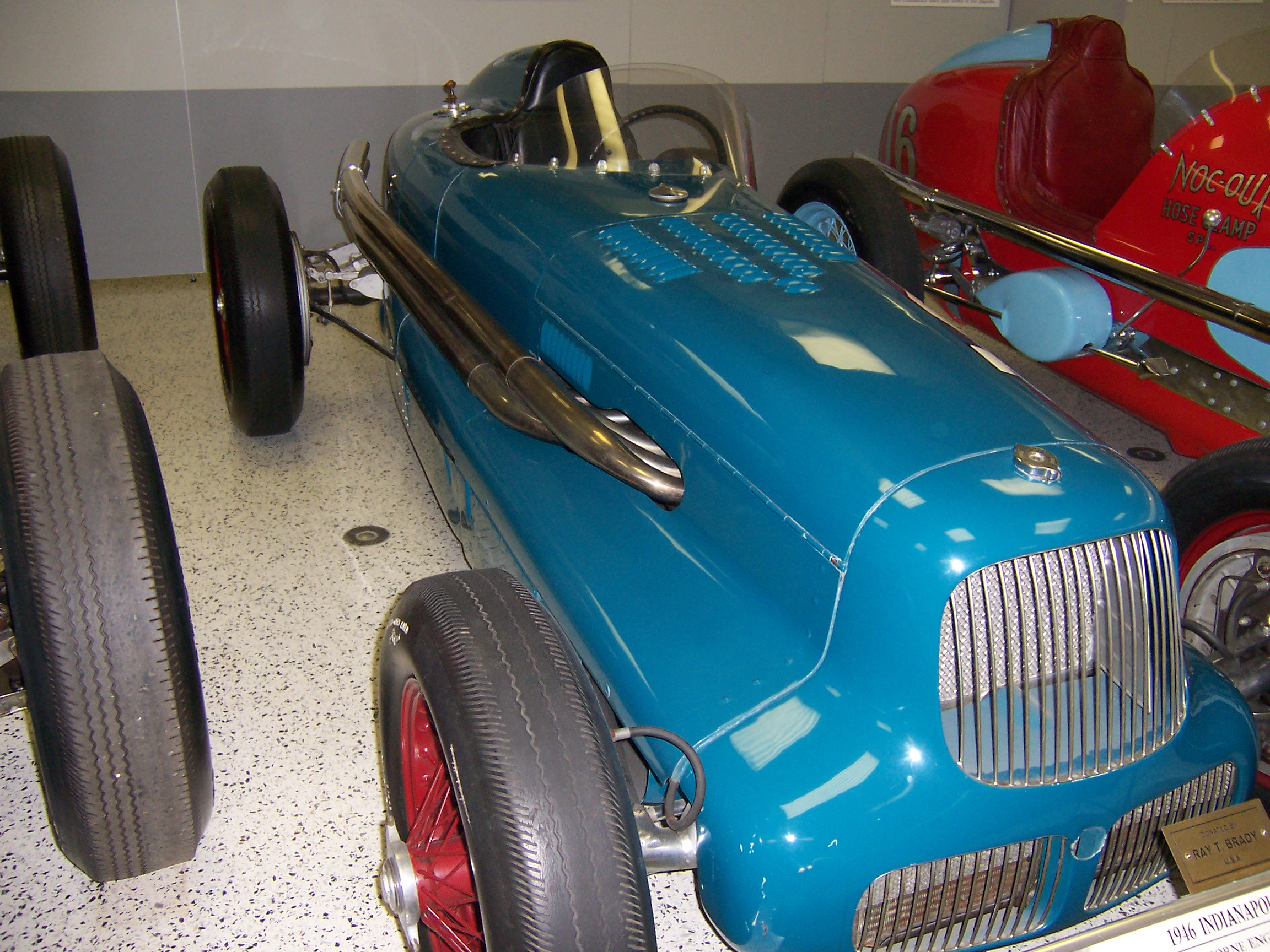
De auto waarin Robson in 1946 de Indy 500 won

George Robson (Newcastle (Engeland), 24 februari 1909 - Atlanta (Georgia), 2 september 1946) was een Engels-Amerikaans autocoureur. Hij won de Indianapolis 500 van 1946.
Robson verhuisde op jonge leeftijd van Engeland naar Canada en later in 1924 naar de Verenigde Staten. Hij nam enkele jaren voor, en aan het begin van de Tweede Wereldoorlog deel aan enkele races uit het American Automobile Association, een voorloper van de Champ Car, waaronder de Indianapolis 500 van 1940 en 1941, maar haalde twee keer de eindstreep niet. Tussen 1942 en 1945 werd er wegens de oorlog niet geracet. In 1946 stond hij opnieuw aan de start van de Indy 500. Hij vertrok vanaf de vijftiende startplaats en won uiteindelijk de race. Hij won dat jaar nog vijf andere races uit het Amerikaanse kampioenschap, maar op 2 september van dat jaar sloeg het noodlot toe. Op de Lakewood Speedway in Atlanta had hij een ongeluk. Hij en George Barringer, die ook bij het ongeval betrokken was, overleden later in het ziekenhuis. Robson eindigde dat jaar op de tweede plaats in de eindstand van het kampioenschap.